# Chérif Sy
Chérif Moumina Sy (Néma, 17 de mayo de 1960) fue un político burkinés, que ocupó el cargo de Jefe de Transición del Parlamento entre 2014 y 2015.

## Biografía

### Carrera como periodista
Sy era hijo del general Baba Sy, que participaría en la revolución de 1983 que derrocó del poder a Thomas Sankara. Después de la muerte de Sankara en 1987, Chérif Sy se trasladó a Paris para liderar el Commité de Defens de la Revolución. Fue crítico con el presidente Blaise Compaoré. Sy era periodista de profesión donde editó el periódico "Bendre". En marzo de 2013, fue reelegido como presidente de la Sociedad de Editores de la Prensa Privada.
Sy jugó un papel importante en las manifestaciones populares que derrocaron a Compaoré en 2014. Michel Kafando fue elegido presidente en noviembre de 2014 después de que un grupo de 23 funcionarios lo prefiriera a Joséphine Ouédraogo y Sy. Se convirtió en Presidente del Consejo Nacional de Transición de Burkina Faso el 27 de noviembre. Derrotó a su principal contrincante, Ibrahim Koné, por un margen de 71 a 14 votos. Presentó una serie de propuestas en esta posición, como la revocación de la pena de muerte cuando su amigo Norbert Zongo fue ejecutado. Sy también patrocinó una ley sobre el derecho de acceso a la información. Sin embargo, su ley más polémica modificó el código electoral.

### Rol después del golpe
Sy ocupaba el cargo de presidente entre 17 y 23 de septiembre de 2015, durante el golpe de septiembre de 2015 liderado por Gilbert Diendéré. El presidente Michel Kafando y el primer ministro Isaac Zida fueron tomados como rehenes. "El golpe no fue una sorpresa", dijo. "Siempre he dicho desde el comienzo de la transición que si esa unidad no se disolvía, estas fuerzas se desplegarían en otros lugares y que tendríamos problemas" Pronto publicó una declaración en la que afirmaba que se estaba llevando a cabo un diálogo entre la cúpula militar y los "elementos del RSP" responsables del golpe, y señalaba que el país estaba en peligro. Sy fue crítico por el golpe desde el principio. Conocido por su firmeza, condenó un acuerdo propuesto en la Comunidad Económica de Estados de África Occidental por los dos mediadores africanos, el presidente senegalés Macky Sall y el de Benín, Yayi Boni, que permitiría a los antiguos partidarios de Blaise Compaoré competir en las elecciones y ofrecer amnistía a los autores del golpe.
Como era el tercer funcionario más importante del país, Sy se declaró presidente interino. Inició una campaña en las redes sociales para derrocar a los líderes del golpe. Una gran parte del ejército estuvo de acuerdo con su campaña, ya que desconfiaban de Dendiere y de la Guardia Presidencial. Dendiéré terminó admitiendo que el golpe fue un error. Cuando se anunciaron las elecciones para noviembre, Sy se negó a participar y abandonó la política burkinesa. Fue galardonado con un premio de periodismo por su papel en el fin del golpe.
El 15 de marzo de 2016, pronunció el discurso de apertura en una conferencia en Acra, Ghana, titulada "Promoción del periodismo profesional para la buena gobernanza en África Occidental"."